# アーロン・ハント
アーロン・ハント（Aaron Hunt、1986年9月4日 - ）は、西ドイツ（現ドイツ）・ニーダーザクセン州ゴスラー出身の元サッカー選手。ポジションはMF。父がドイツ人で母がイングランド人である。日本人が連想するドイツ語の発音法に倣って「フント」と表記されることもあるが、実際は「ハント」と発音されている。ドリブル突破からの力強いシュートが持ち味。

## 経歴

### クラブ
ブレーメンユース出身。スピードを武器にした抜群の突破力と正確な左足が武器で、トップ下やサイドハーフとしてもプレーできる。
2004年9月18日のハノーファー96戦でブンデスリーガデビューを果たした。2005年2月12日のボルシア・メンヒェングラットバッハ戦で初先発。初ゴールはクラブ史上最年少の18歳と161日であった。2007年3月3日のVfLボーフム戦ではハットトリックを達成した。
2009-10シーズンはレギュラーの座を獲得し、第7節にシーズン初得点を決めて以降6試合で5得点を決めた。特に2009年10月31日の1.FCニュルンベルク戦は2点を追う展開で、残り20分からハントが2得点して引き分けに持ち込んだ。
2014年5月27日、VfLヴォルフスブルクへ移籍。
2015年8月31日、ハンブルガーSVへ移籍。
2018-19シーズン以降は、キャプテンを辞任し、同シーズン後に退団した酒井高徳にかわりキャプテンを勤めていたが、降格した2部で3年連続4位で1部復帰に導く事は出来ず、2021年5月27日に契約満了に伴い退団したことが発表された。

### 代表
2009年11月にドイツ代表に初招集され、同年11月18日のコートジボワール戦でデビューした。
母親がイングランド人のため、イングランド代表としてプレーすることも可能であった。2009年10月にはファビオ・カペッロ監督がイングランド代表に招集する可能性があると報道された。本人は「16歳から17歳のときにはイングランド代表でのプレーを考えたこともあった」と語るが、その後ドイツ代表で戦うことを決心し、2009年11月にドイツ代表デビューしたことでイングランド代表入りの可能性はなくなった。

## 所属クラブ
- ヴェルダー・ブレーメン 2004-2014
- VfLヴォルフスブルク 2014-2015
- ハンブルガーSV 2015-2021

## タイトル
クラブ
VfLヴォルフスブルク
- DFBポカール 2014-15
- DFLスーパーカップ 2015